# Euepicrius lootsi
Euepicrius lootsi är en spindeldjursart som beskrevs av Lee 1970. Euepicrius lootsi ingår i släktet Euepicrius och familjen Ologamasidae. Inga underarter finns listade i Catalogue of Life.